# Bobevți, Gabrovo
Bobevți (în bulgară Бобевци) este un sat în comuna Gabrovo, regiunea Gabrovo,  Bulgaria. 

## Demografie
Componența etnică a satului Bobevți
     Bulgari (100%)
     Nicio identificare (0%)
     Altele (0%)
La recensământul din 2011, populația satului Bobevți era de 3 locuitori. Din punct de vedere etnic, toți locuitorii erau bulgari.